# Hemibrycon inambari
Hemibrycon inambari är en fiskart som beskrevs av Vinicius Araújo Bertaco och Luiz R. Malabarba 2010. Hemibrycon inambari ingår i släktet Hemibrycon och familjen Characidae. Inga underarter finns listade i Catalogue of Life.